# Közönséges differenciálegyenlet
A közönséges differenciálegyenlet (KDE, angolul ODE) olyan differenciálegyenlet, amely egy egyváltozós differenciálható függvényre van felírva. 
Egy olyan F(x, y, y′, y″, y‴, ..., y(n)) = 0 függvényegyenlet, ahol az F függvény argumentumában az x független változó mellett egy ismeretlen y(x) függvény deriváltjai is megjelennek. A megoldásokat az olyan y(x) függvények jelentik, amelyeknél F minden x-re nullát vesz fel.
Gyakran használják dinamikus jelenségek modellezésekor, amikor is a független változó a t-vel jelölt idő.

## Csoportosításuk

### Rend szerint
- n-edrendűnek nevezzük a differenciálegyenletet, ha a benne szereplő magasabbrendű deriváltak között az n-edik a legnagyobb. Példák:

{\displaystyle y'(x)=\mathrm {sh} (x)+y^{2}(x)\,} elsőrendű,
{\displaystyle y''(x)+y^{3}(x)y'(x)=\mathrm {tg} (x)\,} másodrendű,
{\displaystyle y^{(4)}+7y=0\,} negyedrendű.
○ Speciális elsőrendű közönséges differenciálegyenletek a szeparábilis differenciálegyenletek.

### Függvénytípus szerint
- Lineáris egy differenciálegyenlet, ha y (az ismeretlen függvény) és deriváltjai legfeljebb az első hatványon szerepelnek, és nem szerepel az egyenletben ilyen tényezők szorzata. Példák:

{\displaystyle \sin(x)y'(x)+x^{2}y(x)+{\sqrt {x}}=0\,} elsőrendű lineáris,
{\displaystyle e^{x}y''(x)+(x^{4}-x)y'(x)-{\frac {x+1}{x^{3}}}y(x)+\cos(x)=0\,} másodrendű lineáris.
Ezen belül lehet homogén vagy inhomogén, illetve lehet állandó együtthatójú vagy nem állandó együtthatójú.
○ Homogén lineáris differenciálegyenlet (függő változóban homogén), ha lineáris, de nincs benne sem kizárólag az x-től függő, sem konstans tag. Példák:
{\displaystyle \sin(x)y'(x)-e^{x}y(x)=0\,} elsőrendű homogén lineáris,
{\displaystyle x^{3}y''(x)+{\frac {1}{x}}y(x)=0\,} másodrendű homogén lineáris.
○ Inhomogén lineáris differenciálegyenlet, ha van benne konstans, vagy x-től függő tag. Példák:
{\displaystyle \sin(x)y'(x)-e^{x}y(x)=\mathrm {tg} (x)\,} elsőrendű inhomogén lineáris,
{\displaystyle x^{3}y''(x)+{\frac {1}{x}}y(x)=x^{2}+5\,} másodrendű inhomogén lineáris.
○ Állandó együtthatójú lineáris differenciálegyenlet, ha az egyenletben y-nak és összes deriváltjának az együtthatója konstans. Példák:
{\displaystyle 3y'-7y=0\,} elsőrendű állandó együtthatós homogén lineáris (ez a legegyszerűbb típus),
{\displaystyle 9y''(x)+4y'(x)=5x^{12}\,} másodrendű állandó együtthatós inhomogén lineáris.
- Nemlineáris, ha nem lineáris. Példák:

{\displaystyle \mathrm {ctg} (x)y''(x)+x^{2}y(x)y'(x)=8\,},
{\displaystyle y''(x)=e^{\cos(xy^{2}(x))y(x)}\,}.

## Néhány specialitás

### Bernoulli-féle differenciálegyenlet
A Bernoulli-féle differenciálegyenlet
{\displaystyle y'+p(x)y=r(x)y^{n}\,}
alakú, ahol n ismert természetes szám (n ≠ 0, 1), p(x) és r(x) ismert függvények.
Ez egy közönséges egyismeretlenes elsőrendű nemlineáris differenciálegyenlet.

### Riccati-féle differenciálegyenlet
A Riccati-féle differenciálegyenlet
{\displaystyle y'+p(x)y=r(x)y^{2}+h(x)\,}
alakú, ahol p(x), r(x) és h(x) ismert függvények.
Ez egy közönséges egyismeretlenes elsőrendű, legfeljebb másodfokú differenciálegyenlet. Speciális esetei a lineáris és a Bernoulli-féle differenciálegyenletek.

### Euler-féle lineáris másodrendű differenciálegyenlet
Az Euler-féle lineáris másodrendű differenciálegyenlet egyismeretlenes másodrendű közönséges differenciálegyenlet-típus:
{\displaystyle x^{2}y''+a_{1}xy'+a_{2}y=r(x)\,},
ahol r(x) ismert függvény, {\displaystyle a_{1}} és {\displaystyle a_{2}} pedig ismert állandók.

## Megoldásuk
A megoldást szokás a differenciálegyenlet integráljának is nevezni. Analitikusan a megoldás lehet általános vagy partikuláris, illetve reguláris vagy szinguláris. Alkalmazásokban gyakran numerikusan megoldásokat keresnek, például a Runge–Kutta-módszerrel.

## Külső hivatkozások
- Közönséges differenciálegyenletek PDF – Szegedi Tudományegyetem, Fizikus Tanszékcsoport